# 444 Gyptis
444 Gyptis là một tiểu hành tinh rất lớn ở vành đai chính. Nó được xếp loại tiểu hành tinh kiểu C, có bề mặt tối, và có lẽ được cấu tạo bằng chondrite cacbonat.
Tiểu hành tinh này do J. Coggia phát hiện ngày 31.3.1899 ở Marseilles, và được đặt theo tên Gyptis, vợ của Protis, người sáng lập thành phố Marseille, (Pháp).
Năm 2004, Kochetova ước tính Gyptis có khối lượng là 1,25×1019 kg với một tỷ trọng cao là 5,53 g/cm³.
Các quan sát về việc nó che khuất một ngôi sao ngày 14.10.2007 cho 6 dây cung chỉ cho thấy một ellipsoid là 179×150 km.